# Fremont (Nebraska)
Fremont város az USA Nebraska államában, Dodge megyében, melynek megyeszékhelye is Lakosainak száma 27 141 fő (2020. április 1.).
Létrejöttét az első transzkontinentális vasútvonalnak köszönheti.

## Népesség
A település népességének változása:

| 2010 | 26 397 |
| 2020 | 27 141 |